# Église Saint-Nicolas de Wingersheim
L'église Saint-Nicolas est un monument historique situé à Wingersheim, dans le département français du Bas-Rhin.

## Localisation
Ce bâtiment est situé kirchgasse à Wingersheim.

## Historique
L'édifice fait l'objet d'une inscription au titre des monuments historiques depuis 1984.

## Architecture

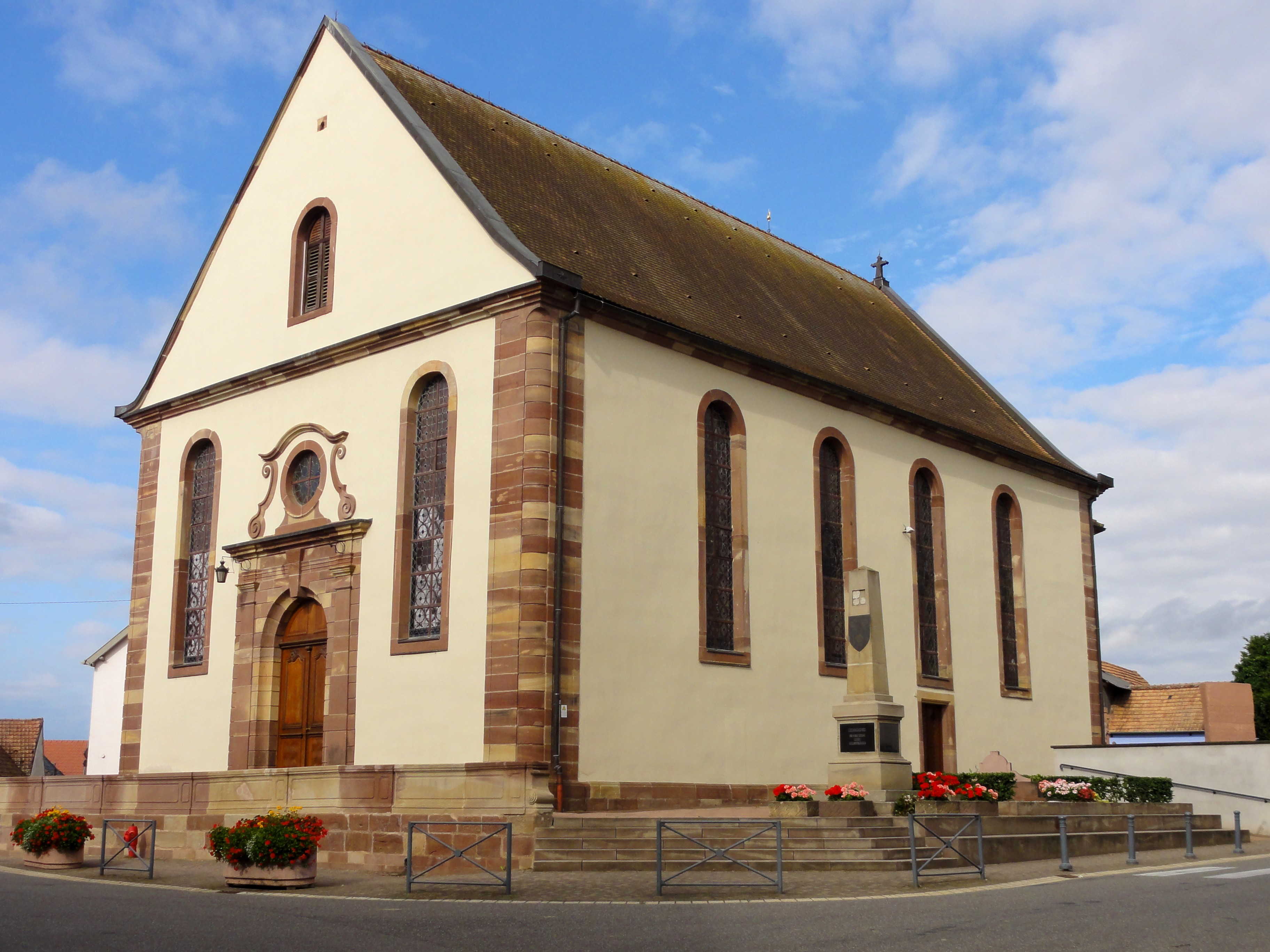
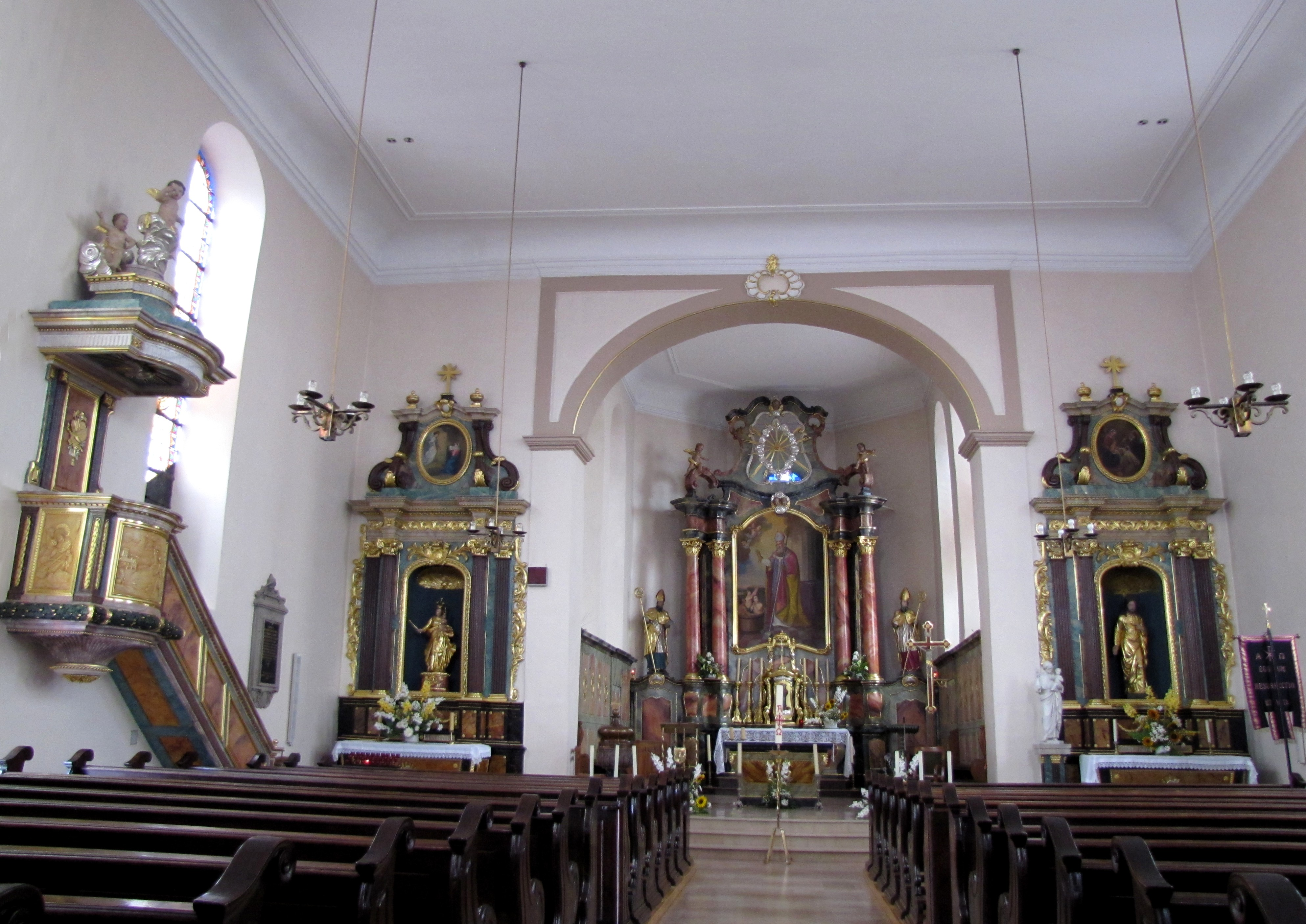
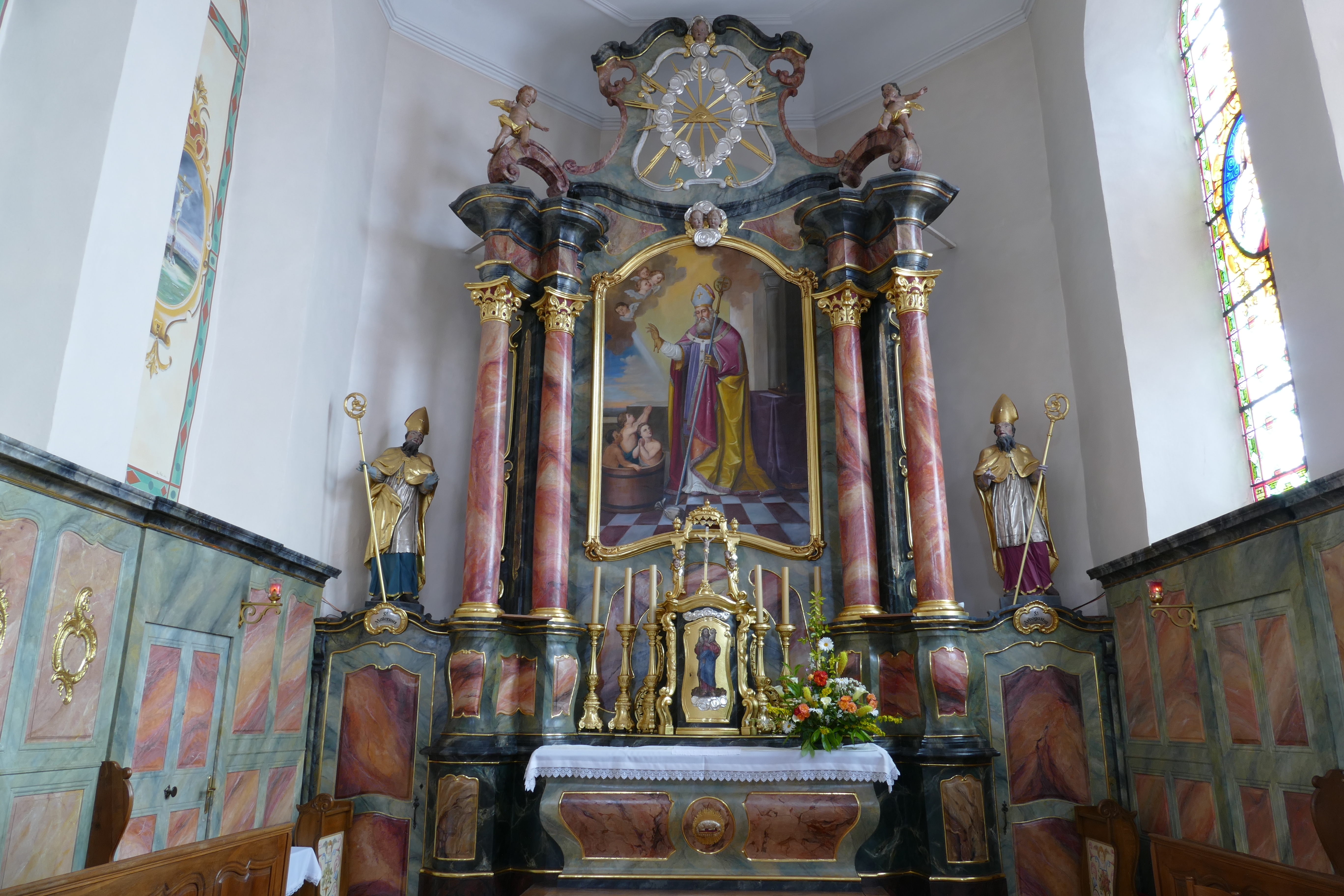
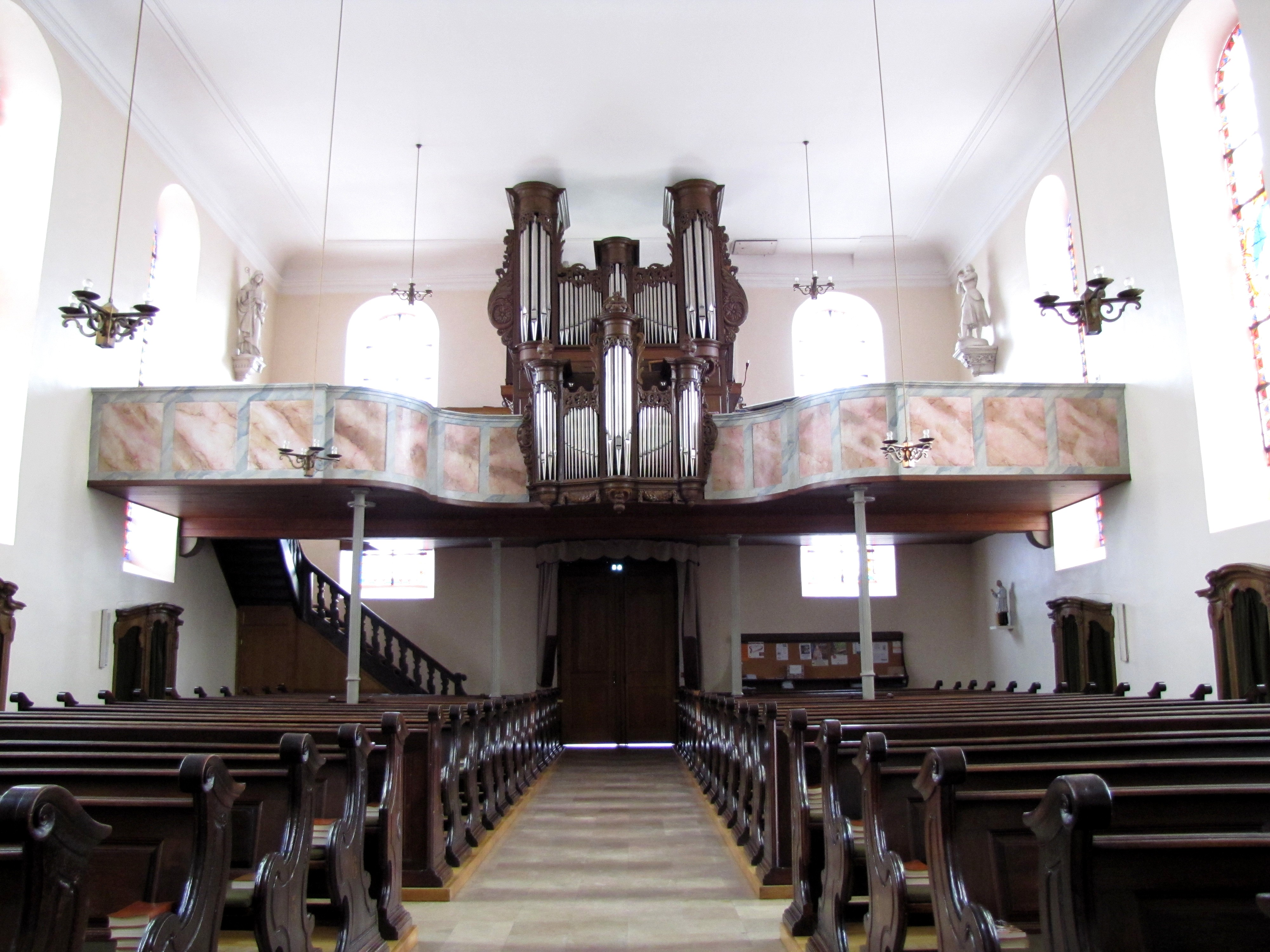